# Neophilia
«Neophilia» es un sencillo de la cantante y seiyū japonesa Aya Hirano. Fue lanzado el 7 de noviembre de 2007 y producido por Lantis. Este fue el quinto maxisencillo de Aya Hirano y el segundo lanzamiento de su campaña de sacar un sencillo durante 3 meses consecutivos. 

## Lista de canciones
1. «Neophilia» - 4:02
  - Intérprete: Aya Hirano
  - Letra: Shinya Saitou
  - Guitarra: Yutaka Ishii
  - Bajo: Katsuhiko Kurosu
2. «Forget me nots...» - 4:05
  - Intérprete: Aya Hirano
  - Letra: Katsuhiko Kurosu
  - Guitarra: Daisuke Katou
  - Bajo: Katsuhiko Kurosu
3. «Neophilia» (off vocal) - 4:12
4. «Forget me nots...» (off vocal) - 4:02